# Корнієвка (Стерлібашевський район)
Корні́євка (рос. Корнеевка, башк. Корнеевка) — присілок у складі Стерлібашевського району Башкортостану, Росія. Входить до складу Старокалкашівської сільської ради.
Населення — 101 особа (2010; 99 в 2002).
Національний склад:
- росіяни — 54%